# سرهی شمتووالنکو
سرهی شمتووالنکو (روسی: Серге́й Серге́евич Шматоваленко؛ زادهٔ ۲۰ ژانویهٔ ۱۹۶۷) بازیکن فوتبال اهل اتحاد جماهیر شوروی سوسیالیستی است.
از باشگاه‌هایی که در آن بازی کرده‌است می‌توان به باشگاه فوتبال کریلیا سووتوف سامارا، باشگاه فوتبال شریف تیراسپول، باشگاه فوتبال زسکا مسکو، باشگاه فوتبال چورنومورتس اودسا، و باشگاه فوتبال دینامو کی‌یف اشاره کرد.
وی همچنین در تیم‌های ملی فوتبال زیر ۲۱ سال شوروی، شوروی، و اوکراین بازی کرده‌است.